# Stefano Ruffini
Stefano Ruffini, pseudonimo di Stefano Rufini (Roma, 14 giugno 1963 – Napoli, 7 dicembre 2006), è stato un cantante italiano.

## Biografia
Studia canto con Edda Dell'Orso e recitazione con l'attrice Silvia Luzi.
Durante il servizio militare in aeronautica organizza delle serate di musica per il circolo sottufficiali. Uno di questi spettacoli venne ripreso da RaiTre e venne notato da Grazia Di Michele, che resta colpita dalle sue doti vocali.
Proprio la cantautrice romana comporrà alcuni brani per Ruffini, fra cui Canto bolero e Si chiama Helene con i quali si presenterà rispettivamente al Festival di Sanremo 1988 e a quello dell'89, riuscendo nel secondo caso ad accedere alla semifinale delle nuove proposte.
Nel 1988, dopo Sanremo, pubblica il singolo Mary Maria, e nello stesso anno vince il premio della critica come migliore voce maschile al festival di Saint Vincent. Successivamente frequenta il corso interpreti di musica leggera presso il Centro Europeo Tuscolano di Mogol. Nel 1997 accompagna i Jalisse, vincitori al Festival di Sanremo con Fiumi di parole, a Dublino, dove all'Eurovision Song Contest si classificano quarti.
Dal 2000 si dedica al mondo del doppiaggio interpretando numerosi personaggi minori, e si esibisce durante la stagione estiva in concerti nelle località balneari del Lazio e della Costiera Amalfitana.
Muore a Napoli il 7 dicembre 2006 a soli 43 anni.

## Discografia

### Singoli
- 1988 - Canto bolero/Non ti amo più (WEA, 24 8025-7)
- 1988 - Mary Maria/La mia amica (WEA, 24 7809-7)
- 1989 - Si chiama Helène/Musica (WEA, 24 7057-7)

### Album
- 1988 - Stefano Ruffini (WEA, 24 2477-1)

## Doppiaggio

### Film cinema
- Cyrille Autissier in Travaux - Lavori in casa[1]

### Film d'animazione
- Araldo in Shrek 2

### Serie TV
- Marc Warren in State of Play
- Karl Theobald in Green Wing (st 1)